# Hwang Sun-mi
Hwang Sun-mi (en hangul, 황선미; en hanja, 黃善美) es una escritora y profesora surcoreana.

## Biografía
Nacida en 1963 y no pudo asistir a la escuela secundaria porque sus padres no tenían dinero suficiente para mandarla, pero gracias a un profesor que le dejó la llave del aula, podía ir cuando quería a la escuela y leer libros. Ingresó en el bachillerato después de dar un examen de validación del secundario y se graduó de escritura creativa en el Instituto de las Artes de Seúl y la Universidad Gwangju; realizó un máster en la Universidad Chung-Ang. Actualmente vive en Seúl, Corea del Sur.
Es profesora adjunta en la Facultad de Literatura del Instituto de las Artes de Seúl. Su carrera como escritora empezó en 1995, y desde entonces ha publicado casi 30 libros de diferentes géneros. Su obra más famosa es La gallina que soñaba con volar, que también se adaptó de forma animada al cine. Fue un gran éxito y recaudó 7 mil millones de wones en el primer mes.

## Obras
Nada más publicarse en el año 2000, La gallina que soñaba con volar se convirtió en un clásico, manteniéndose en las listas de los libros más vendidos durante diez años e inspirando la película de animación más exitosa de la historia de Corea. También se ha adaptado al cómic, al musical y se ha traducido a más de una docena de idiomas. Su obra trata del modo en que se entrecruzan la tradición y modernidad, la ecología y la búsqueda de la libertad. Es más conocida por su obras de fantasía y ha ganado el Premio Literario SBS (2001) y el Premio Sejong de Literatura Infantil (2003).

## Premios
- Premio Literario Nong-min (1995)
- Premio Literario Tamla (1997)
- Premio Literario SBS Media (2001)
- Premio de Literatura Infantil Sejong (2003)[6]
- El mejor libro del año en Polonia (2012)

## Obras en coreano (lista parcial)
- El rótulo de niño malo (나쁜 어린이 표). Woongjin Junior,2007 OCLC 259422052.
- La gallina que soñaba con volar (마당을 나온 암탉). Paju: Sakyejul, 2002.  OCLC 229245216.
- El secreto del que estoy orgulloso (2001, ChangBi)
- “초대받은 아이들” (2001, Woongjing Junior,  (The book was sold to China)
- Los amigos del valle del amanecer (2002, Sakyejul)
- Ocupad el huerto de frutas (과수원을 점령하라). Paju: Sakyejul, 2003. OCLC 53187226.
- El día que escondí mi diario (2003, Woongjin Junior)
- El perro de pelo azul (2005)
- La alegría de escribir libros infantiles (2006, Sakyejul)
- “엑시트” (2018, 비룡소)